# Asphondylia zacatechichi
Asphondylia zacatechichi är en tvåvingeart som beskrevs av Edwin Möhn 1960. Asphondylia zacatechichi ingår i släktet Asphondylia och familjen gallmyggor.
Artens utbredningsområde är El Salvador. Inga underarter finns listade i Catalogue of Life.